# Comté de Clark (Ohio)
Pour les articles homonymes, voir Comté de Clark.
Le comté de Clark – en anglais : Clark County – est un des 88 comtés de l'État de l'Ohio, aux États-Unis.
Son siège est fixé à Springfield.